# جون تايلور (عمال)
جون تايلور (بالإنجليزية: John Taylor)‏ هو عمال بريطاني، ولد في 27 أغسطس 1956.